# Wałerij Kuczerow
Wałerij Wołodymyrowycz Kuczerow, ukr. Валерій Володимирович Кучеров (ur. 11 sierpnia 1993 w Stachanowie, w obwodzie ługańskim, Ukraina) – ukraiński piłkarz, grający na pozycji obrońcy.

## Kariera piłkarska

### Kariera klubowa
Wychowanek klubu Stal Ałczewsk, w barwach którego rozpoczął karierę piłkarską w 2013 roku. We wrześniu 2013 przeszedł do Stali Dnieprodzierżyńsk. W czerwcu 2016 opuścił Stal, po czym zasilił skład Weresu Równe. 5 stycznia 2018 opuścił klub z Równa, a 31 stycznia 2018 został piłkarzem Arsenału Kijów. 22 lipca 2018 podpisał kontrakt z FK Kałusz. 23 lutego 2019 wrócił do Weresu Równe.

## Sukcesy i odznaczenia

### Sukcesy piłkarskie
Stal Dnieprodzierżyńsk
- wicemistrz Ukraińskiej Pierwszej Ligi: 2014/15
- wicemistrz Ukraińskiej Drugiej Ligi: 2013/14

Arsenał Kijów
- mistrz Ukraińskiej Pierwszej Ligi: 2017/18